# جوناثان وليامز (سياسي)
جوناثان وليامز (بالإنجليزية: Jonathan Williams)‏ هو قاضي ومهندس وسياسي أمريكي، ولد في 20 مايو 1751 في بوسطن في الولايات المتحدة، وتوفي في 16 مايو 1815 في فيلادلفيا في الولايات المتحدة. انتخب عضو مجلس النواب الأمريكي.